# Harvest Moon DS : Île Sereine
Harvest Moon DS : Île Sereine (牧場物語　キミと育つ島, Bokujō Monogatari: Kimi to Sodatsu Shima au Japon, Harvest Moon DS: Island of Happiness en Amérique du Nord) est un jeu vidéo de type simulation de vie / RPG développé par Marvelous Interactive et édité au Japon par Marvelous Interactive et en Amérique du Nord par Natsume. C'est le troisième jeu de la série Harvest Moon sorti sur Nintendo DS.

## Synopsis
Au début du jeu, le héros fait naufrage avec une famille de quatre personnes sur une île déserte. Il semble y avoir des signes de vie sur cette île, mais personne ne sait vraiment ce qui s'est passé. Grâce à l'agriculture, le héros attirera de nouveaux villageois pour que la ferme puisse prospérer.

## Système de jeu
Le joueur peut, comme les autres jeux de la série, s'occuper des vaches, des poules et des moutons qui produiront respectivement du lait, des œufs et de la laine. Un chien est présent pour protéger le bétail et un cheval peut être obtenu.
Il est également possible de se marier. Si le joueur incarne un garçon (Mark), il pourra choisir parmi six prétendantes que sont  Natalie, Witch Princess, Julia, Lanna, Sabrina ou Chelsea. Si le joueur incarne une fille (Chelsea), il pourra épouser Vaughn, Denny, Shea, Pierre, Elliot ou Mark. De plus, une fois marié, il est possible d'avoir un enfant.

## Accueil
Harvest Moon DS : Île Sereine a reçu des critiques mitigées. Nintendo Power a attribué une note de 7/10. GameSpot a donné au jeu la note de 5/10.